# شباهت محدودکننده
شباهت محدودکننده (به انگلیسی: Limiting similarity) (به‌طور غیررسمی "Limsim") مفهومی در بوم‌شناسی نظری و بوم‌شناسی جامعه است که وجود حداکثر سطح همپوشانی کنام بین دو گونه معین را پیشنهاد می‌کند که امکان ادامه همزیستی را فراهم می‌کند.
مک آرتور و لوینز نخستین کسانی بودند که در مقاله خود در سال ۱۹۶۷ اصطلاح «شباهت محدود» را معرفی کردند. آنها سعی کردند با استفاده از نظریه احتمال و معادلات رقابت لوتکا-ولترا یک مبنای کمی دقیق برای این نظریه ارائه دهند. با انجام این کار، آنها چارچوب نظری نهایی را ارائه کردند که بسیاری از مطالعات بعدی بر آن بنا نهاده شدند.